# مستقبلية سالفة

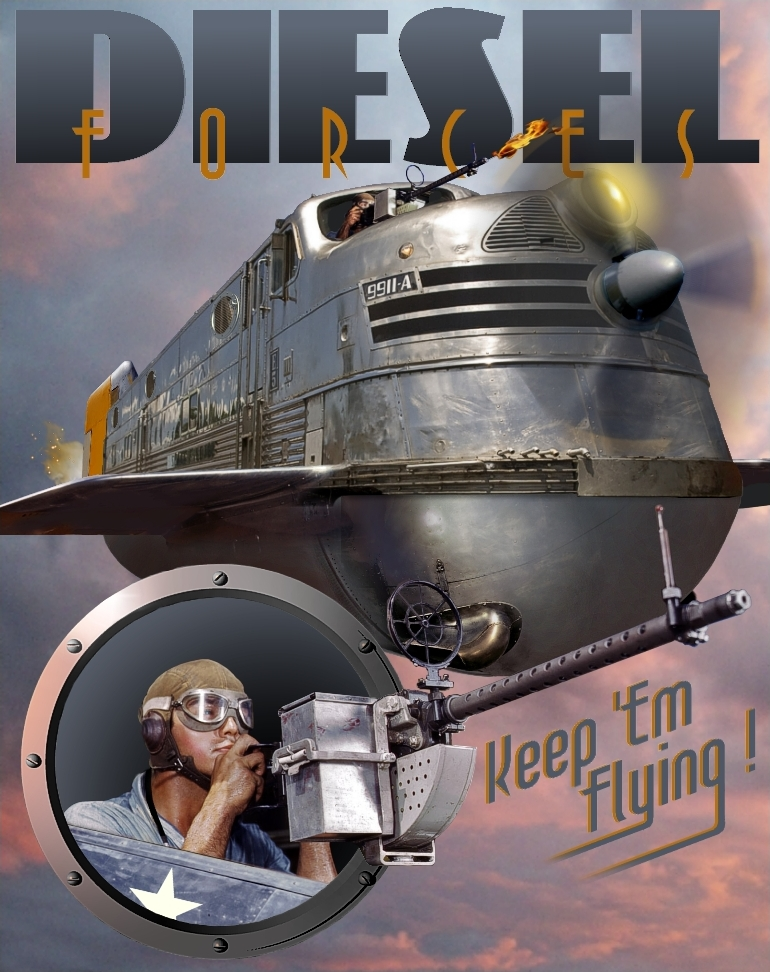
تصوير مستقبلي سالف لقاطرة تطير في أسلوب مشابهه لأساليب أوائل الأربعينيات.

المستقبلية السالفة (صفة: مستقبلي سالف) هو توجه في الفنون الإبداعية يظهر كيف كان الناس في الماضي يصورون ماذا يمكن أن يكون المستقبل. فإذا كانت «المستقبلية» تعني توقع ما سوف يأتي، فإن «المستقبلية السالفة» هي تذكر تلك التوقعات التي حدثت في الماضي. وتتميز بمزيج من أساليب وصيحات قديمة مع تقنية مستقبلية حيث تستعرض مواضيع التوتر بين الماضي والمستقبل و بين النفور والتعزيز للتقنية وتأثيرها. وبشكل أساسي أنعكست في الإبداعات الفنية والتقنيات المعدلة التي حولت ،واقعيا، الإبداعات التي تم تخيلها من واقعها الموازي وبالتالي فإن المستقبلية السالفة يمكن أن تُعتبر «تصور مستمر للعالم.»  تجلت المستقبلية السالفة أيضاً في عالم الموضة والعمارة والتصميم والموسيقى والأدب والسينما وألعاب الفيديو.